# Decilomocitrato sintasi
La decilomocitrato sintasi è un enzima appartenente alla classe delle transferasi, che catalizza la seguente reazione:
dodecanoil-CoA + H2O + 2-ossoglutarato ⇄ (3S,4S)-3-idrossitetradecano-1,3,4-tricarbossilato + CoA
Il decanoil-CoA può agire al posto del dodecanoil-CoA, mentre il 2-ossoglutarato non può essere rimpiazzato dall'ossalacetato o piruvato.